# Lilla Moasjö
Lilla Moasjö är en sjö i Gislaveds kommun i Småland och ingår i Lagans huvudavrinningsområde. Sjöns area är 0,015 kvadratkilometer och den är belägen 170 meter över havet.